# Euchorthippus

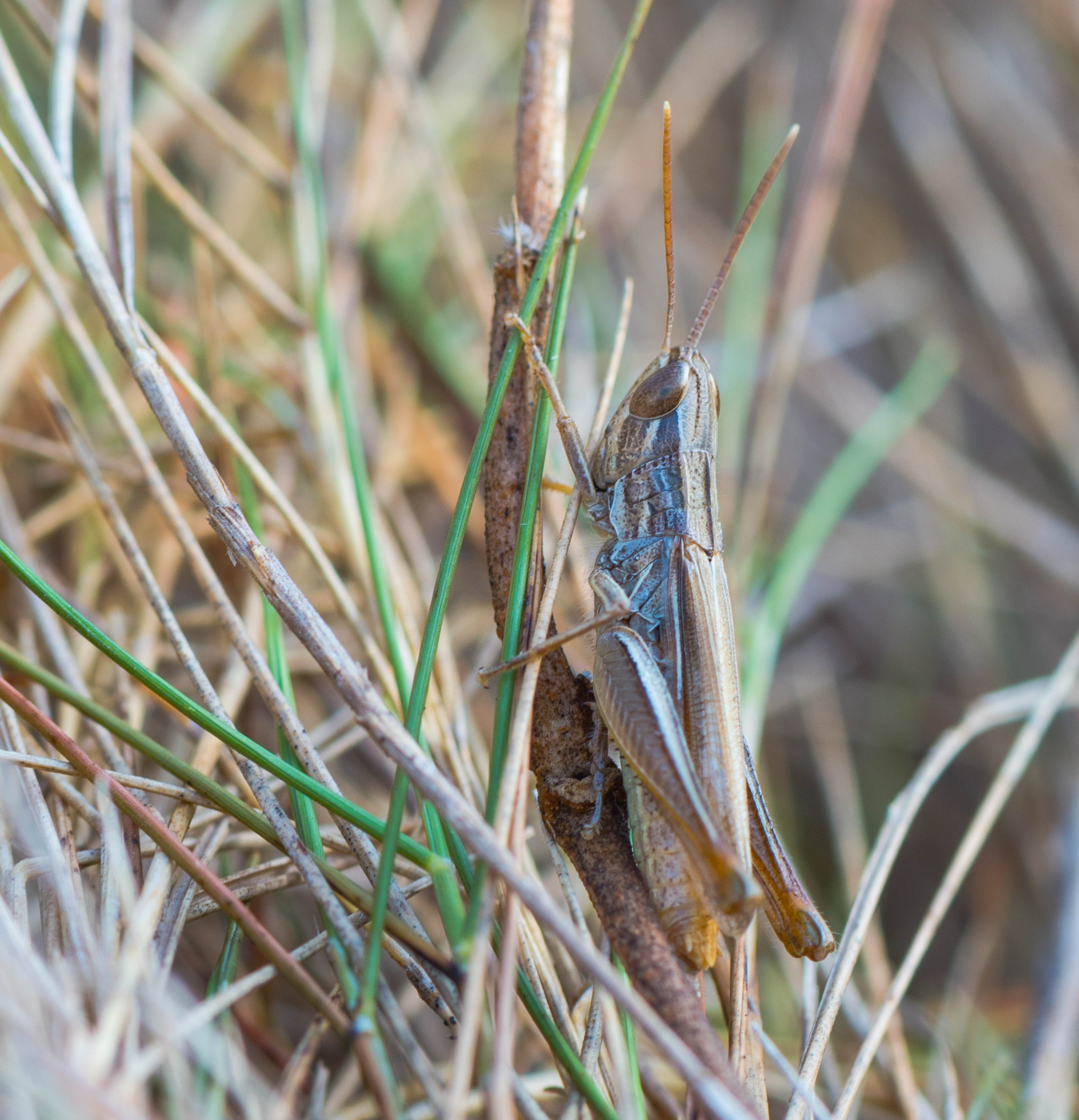
Euchorthippus chopardi

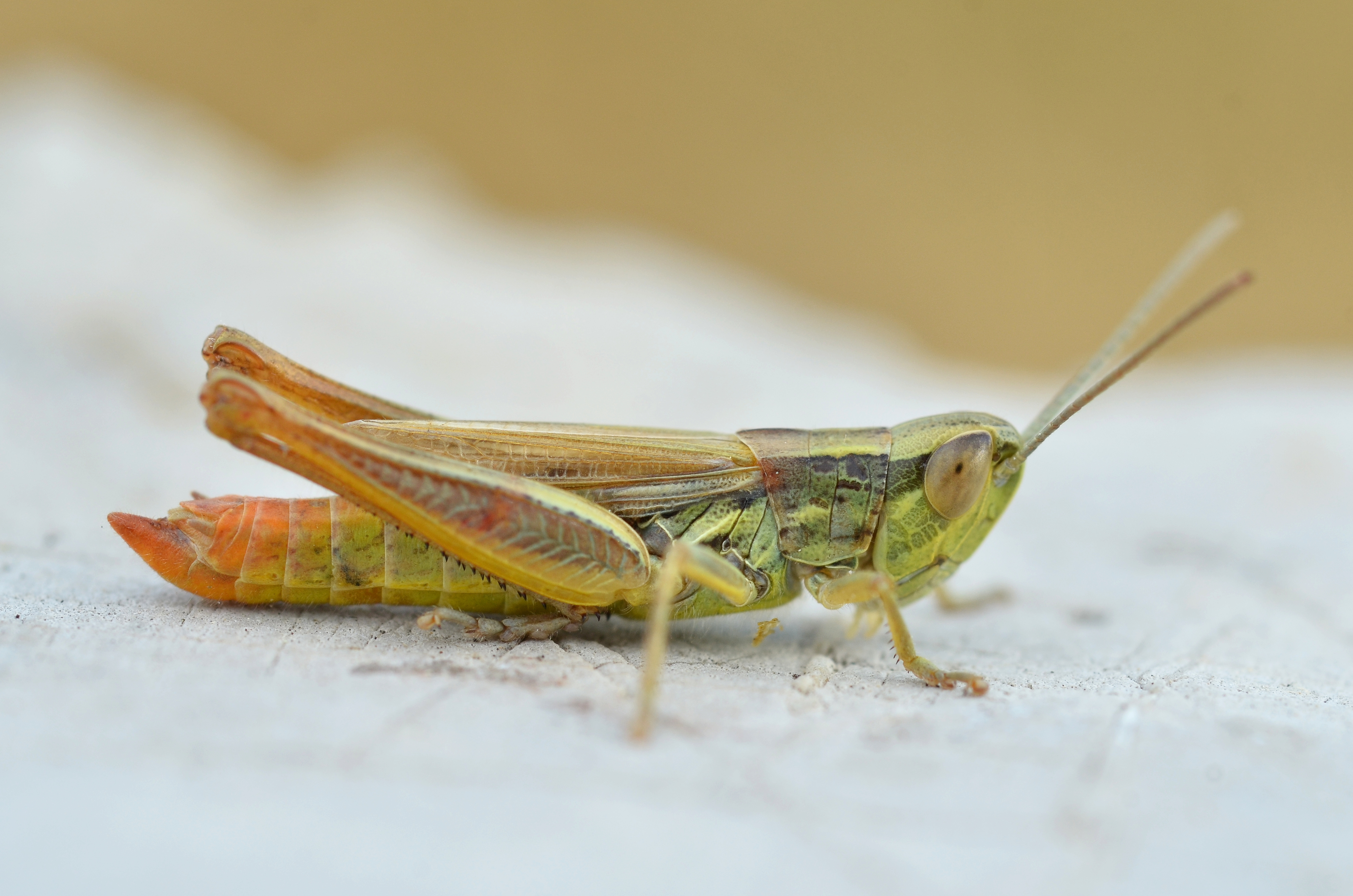
Euchorthippus declivus macho

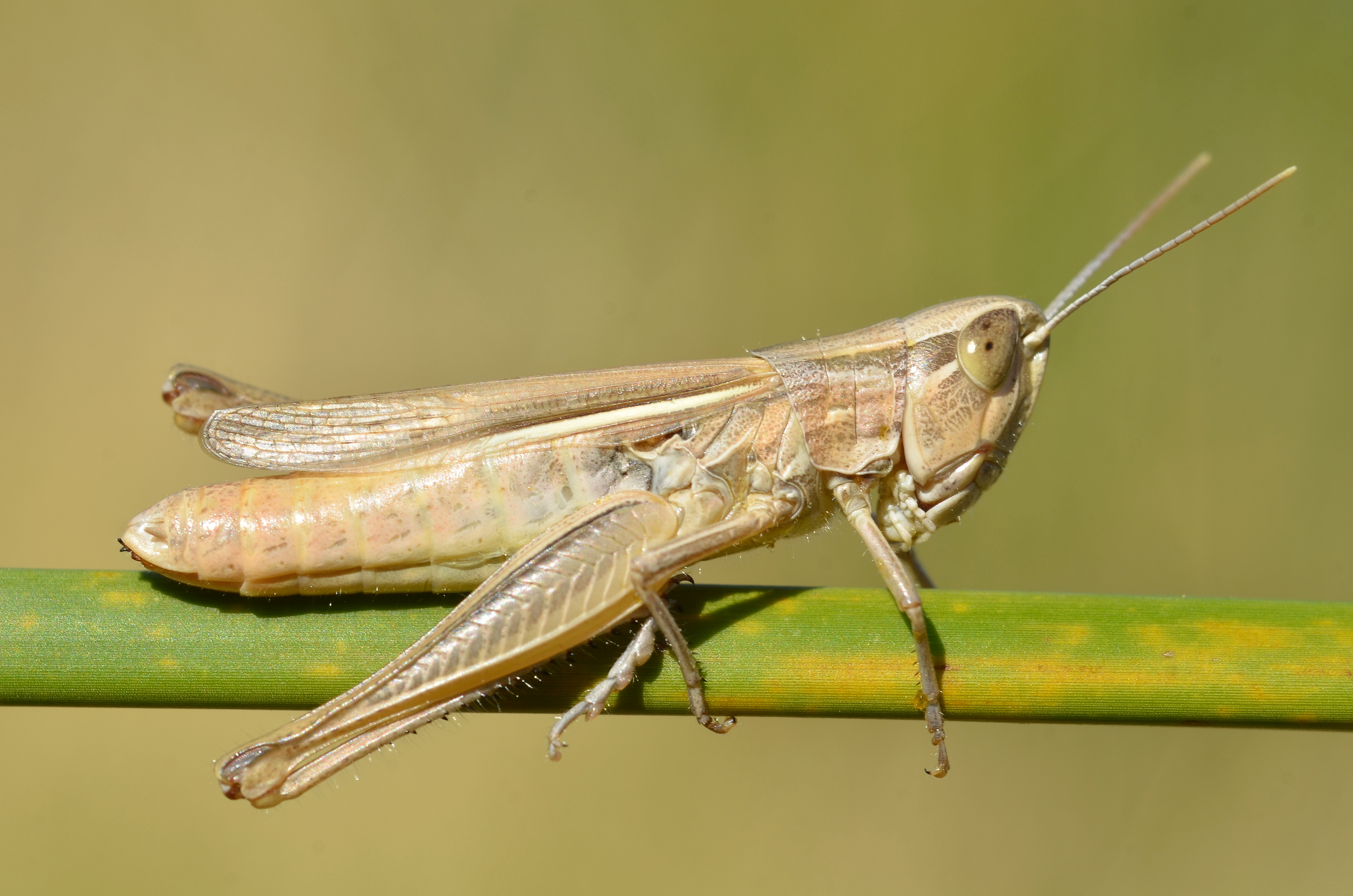
Euchorthippus pulvinatus hembra

Euchorthippus es un género de saltamontes de la subfamilia Gomphocerinae, familia Acrididae, y está asignado a la tribu Chrysochraontini. Este género se distribuye en el norte de África,  Europa y Asia.

## Especies
Las siguientes especies pertenecen al género Euchorthippus:
- Euchorthippus acarinatus Zheng & He, 1993
- Euchorthippus albolineatus (Lucas, 1849)
- Euchorthippus angustulus Ramme, 1931
- Euchorthippus aquatilis Zhang, 1994
- Euchorthippus arabicus Uvarov, 1952
- Euchorthippus changlingensis Ren, Bingzhong & Zhao, 2001
- Euchorthippus chenbaensis Tu & Zheng, 1964
- Euchorthippus cheui Hsia, 1964
- Euchorthippus chopardi Descamps, 1968
- Euchorthippus choui Zheng, 1980
- Euchorthippus dahinganlingensis Zhang & Ren, 1992
- Euchorthippus declivus (Brisout, 1848)
- Euchorthippus elegantulus Zeuner, 1940
- Euchorthippus flexucarinatus Bi & Hsia, 1987
- Euchorthippus fusigeniculatus Jin & Zhang, 1983
- Euchorthippus herbaceus Zhang & Jin, 1985
- Euchorthippus liupanshanensis Zheng & He, 1993
- Euchorthippus madeirae Uvarov, 1935
- Euchorthippus nigrilineatus Zheng & Wang, 1993
- Euchorthippus pulvinatus

(Fischer-Waldheim, 1846)
- Euchorthippus ravus, Liang & Jia, 1992
- Euchorthippus sardous Nadig, 1934
- Euchorthippus sinucarinatus Zheng & Wang, 1993
- Euchorthippus transcaucasicus Tarbinsky, 1930
- Euchorthippus unicolor (Ikonnikov, 1913)
- Euchorthippus vittatus Zheng, 1980
- Euchorthippus weichowensis Chang, 1937
- Euchorthippus yungningensis Tu & Zheng, 1964
- Euchorthippus zhongtiaoshanensis Zheng & Lu, 2002
- Euchorthippus zuojianus Zhang & Ren, 1993